# Люди, які побудували Америку
«Люди, які побудували Америку» (англ. The Men Who Built America) — це восьмигодинний чотирисерійний міні-серіал документальної драми, який спочатку транслювався на History Channel восени 2012 року, а на History Channel Великобританія восени 2013 року. Серіал розповідає про життя Корнеліуса Вандербільта, Джона Д. Рокфеллера, Ендрю Карнегі, Дж. П. Моргана та Генрі Форда . У ньому розповідається про те, як їхні промислові інновації та бізнес-імперії зробили революцію в сучасному суспільстві. Режисерами серіалу є Патрік Рімс і Руан Маган, а оповідачем є Кемпбелл Скотт. 

## У ролях
- Вільям Дженнінгс Брайан — Джеймс Кідд
- Ендрю Карнегі – (Дорослий) – Адам Джонас Сегаллер
  - Ендрю Карнегі – (В дитинстві) – Ей Джей Ахінгер
- Томас Едісон – Джастін Морк
- Джеймс Фіск — Кеннет Каветт
- Генрі Форд — Кері Дональдсон
- Генрі Клей Фрік – Джон К. Бейлі
- Джей Гулд — Кемерон Макнарі
- Вільям Мак-Кінлі — Ден Оделл
- Джон Пірпонт Морган – (Дорослий) – Рей Рейнольдс
  - Джон Пірпонт Морган – (В дитинстві) – Ерік Роллан
- Джуніус Спенсер Морган — Деніел Беркі
- Джон Д. Рокфеллер – Тім Гетман
- Теодор Рузвельт – Джозеф Віганд
- Чарльз М. Шваб – Джон Кіблер
- Томас А. Скотт — Дон Міхан
- Нікола Тесла – Алекс Фолберг
- Корнеліус Вандербільт — Девід Донахо
- Вільям Генрі Вандербільт — Майкл Чміл
- Джордж Вестінгауз – Ейнар Ганн

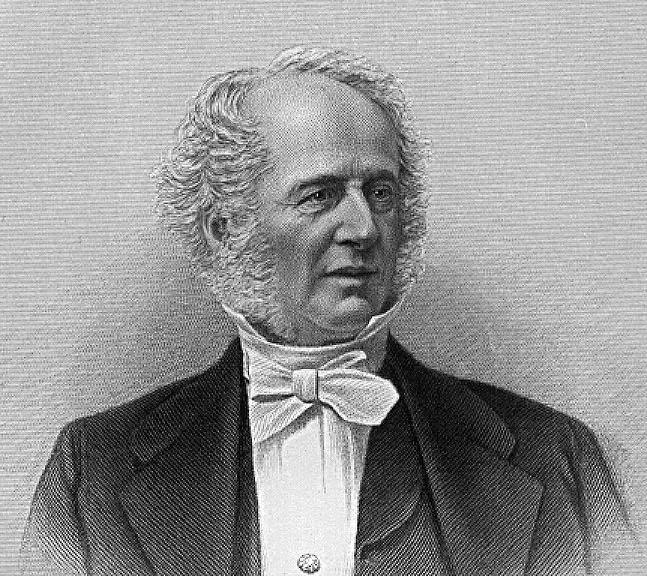
Корнеліус Вандербільт
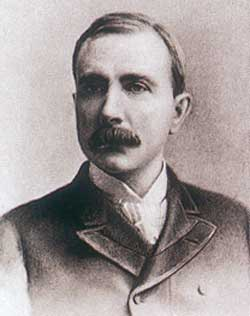
Джон Д. Рокфеллер
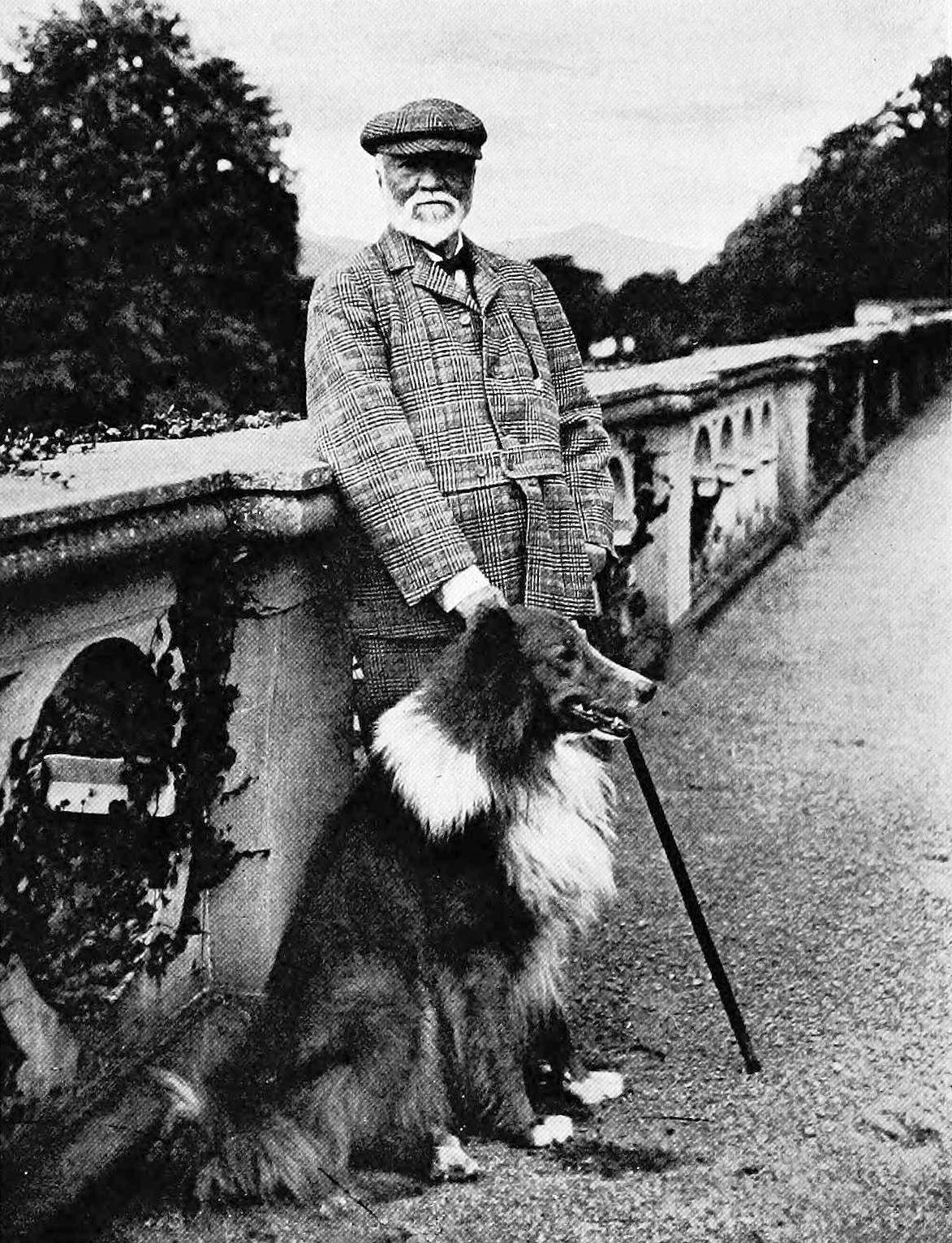
Ендрю Карнегі
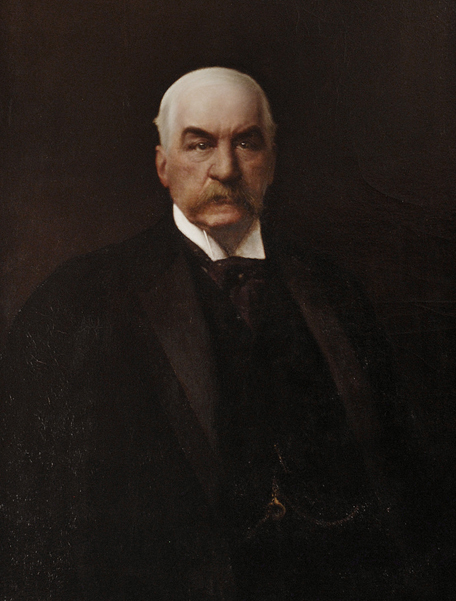
Джон Пірпонт Морган
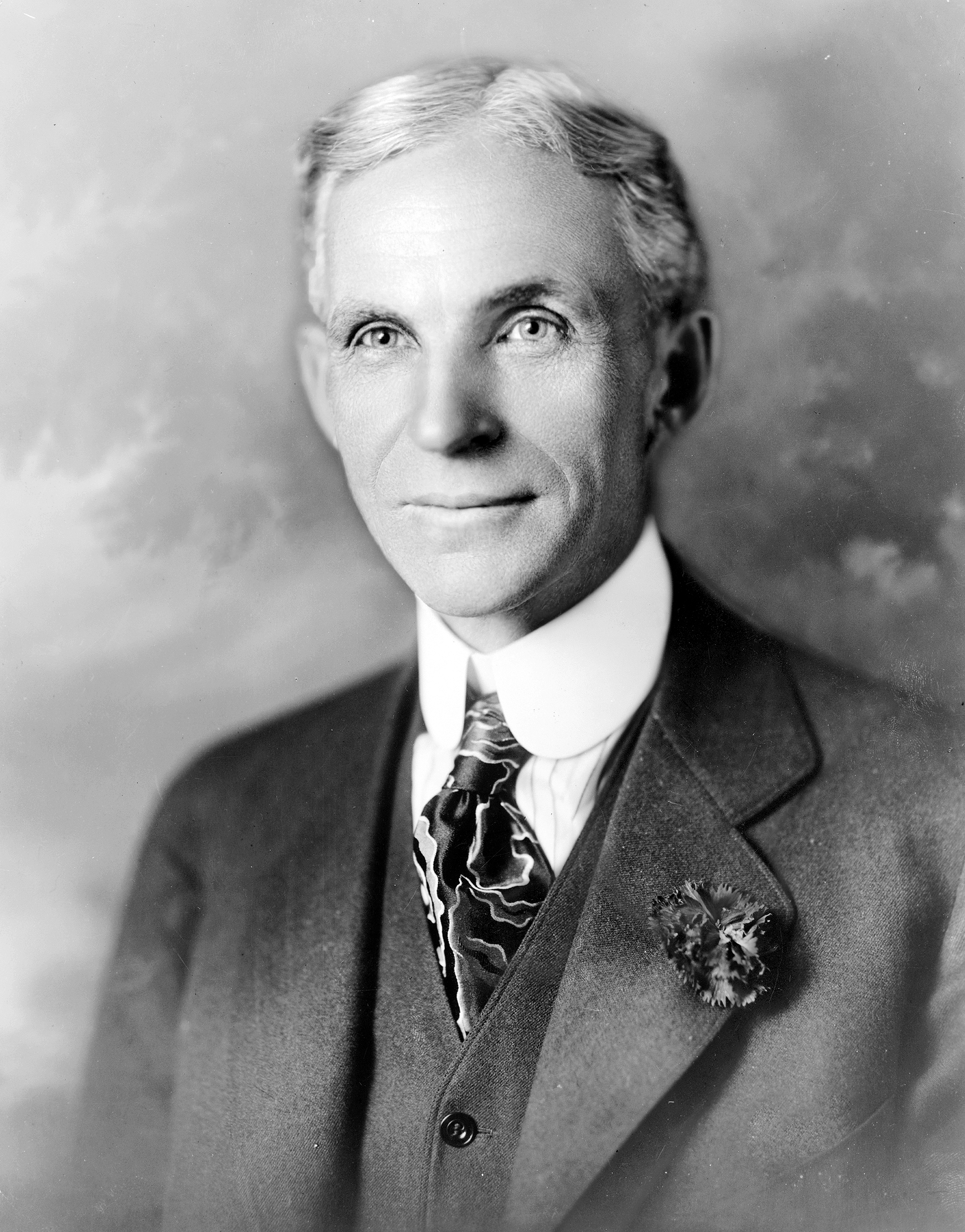
Генрі Форд

## Епізоди
Примітка: серіал складається з восьми одногодинних епізодів; для телебачення вони були об'єднані в чотири двогодинні епізоди.
| No. | Назва                                      | Режисер     | Сценарист                              | Перша дата ефіру       |
| --- | ------------------------------------------ | ----------- | -------------------------------------- | ---------------------- |
| 1 | «Нова війна починається»                   | Руан Маган  | Девід С. Уайт, Кіт Палмер              | 16 жовтня 2012 року    |
| Корнеліус Вандербільт виростає з пароплавного підприємця до глави залізничної імперії та вступає в гаряче суперництво з Джеймсом Фіском і Джеєм Гулдом; перспективний Джон Д. Рокфеллер засновує Standard Oil. Багато власників бізнесу прокладають власні залізничні лінії, що призвело до паніки 1873 року. Пізніше Рокфеллер починає збільшувати своє багатство, переорієнтувавши свій бізнес із залізниць на нову інновацію, нафтопроводи. |                                            |             |                                        |                        |
| 2 | «Криваві битви»                            | Патрік Рімс | Девід С. Уайт, Кіт Палмер              | 23 жовтня 2012 року    |
| Ендрю Карнегі будує імперію навколо сталі, але намагається зберегти обличчя після того, як безжальна тактика його ділового партнера Генрі Клея Фріка призвела як до Джонстаунської повені, так і до кривавого страйку 1892 року на металургійному заводі Хоумстед. |                                            |             |                                        |                        |
| 3 | «Зміна гри»                                | Патрік Рімс | Девід С. Уайт, Патрік Рімс, Кіт Палмер | 30 жовтня 2012 року    |
| Дж. П. Морган продовжує виганяти темряву за допомогою електричного світла постійного струму Томаса Едісона, але незабаром обидва зіткнуться з серйозною конкуренцією з боку змінного струму Джорджа Вестінгауза та Ніколи Тесли. Наприкінці 19-го століття титани індустрії повинні спробувати працювати разом, щоб зупинити нову загрозу в початківці політика Вільяма Дженнінгса Брайана, який погрожує розпустити монополії в Америці. |                                            |             |                                        |                        |
| 4 | «Коли закінчується одне, починається інше» | Патрік Рімс | Девід С. Уайт, Кіт Палмер              | 11 листопада 2012 року |
| Рокфеллер, Карнегі та Морган об’єднуються, щоб допомогти обрати Вільяма Мак-Кінлі президентом США, заплативши за його кампанію 1896 року, щоб уникнути можливого нападу на монополії. Однак доля втручається, коли Мак-Кінлі раптово вбивають, а віце-президент Теодор Рузвельт стає президентом і негайно починає розпускати монополії та трести в Америці. Тим часом Морган викуповує Carnegie Steel, щоб зробити Карнегі найбагатшою людиною у світі, а Генрі Форд розробляє доступний автомобіль зі своєю Model T і відкриває власний бізнес Ford Motor Company, який створює нову бізнес-модель для компаній. |                                            |             |                                        |                        |

## Рецензія
Ніл Ґензлінгер із The New York Times зауважив, що серіал не містить вражаючих відкриттів щодо основних тем, хоча, безумовно, надав їм сучасної актуальності. 
Верн Гей з Newsday поставив серії оцінку «C» за «корисливі, очевидні чи різноманітні поради щодо печива з передбаченнями», які роздають гості, а також за відсутність тонкощів та історичного контексту. З іншого боку, він хвалив добре створені, хоча часто статичні відтворення. 
На Metacritic серіал отримав оцінку 60 зі 100 на основі 4 критиків, що вказує на «змішані або середні відгуки». 

## Домашній реліз
Міні-серіал був випущений The History Channel 22 січня 2013 року на трьох дисках у форматах DVD і Blu-ray Disc . 

## Зовнішні посилання
- Люди, які побудували Америку на офіційному сайті History Channel
- The Men Who Built America на сайті IMDb (англ.)